# Toto XX World Tour
El Toto XX World Tour (También llamado Reunion World Tour) es una gira musical de la banda de rock estadounidense Toto, que consta de solamente de 3 conciertos.

## Lista de canciones
1. Goin' Home
2. Dave's Gone Skiing
3. Tale Of A Man
4. Stop Loving you
5. Girl Goodbye
6. Africa
7. On The Run
8. Hold the Line
9. Rosanna

## Conciertos
- 26. May 98	 FR	PARIS   	 XX private club shows for Sony
- 02. Jun 98	 DE	KÖLN    	 XX private club shows for Sony
- 06. Jun 98	 DK	COPENHAGEN	 XX private club shows for Sony

- Datos: Q5638130